# Roger Crozier
Roger Allan Crozier (* 16. März 1942 in Bracebridge, Ontario; † 11. Januar 1996) war ein kanadischer Eishockeytorwart, der für die Detroit Red Wings, Buffalo Sabres und Washington Capitals in der National Hockey League aktiv war.

## Karriere
Roger Crozier begann seine Karriere 1959 in der kanadischen Juniorenliga Ontario Hockey Association, wo er drei Jahre für die St. Catharines Teepees spielte. Da das Team mit den Chicago Blackhawks aus der National Hockey League kooperierte, sicherte sich das NHL-Team die Rechte an Crozier. In der ersten Saison mit den Teepees führte er das Team zum Gewinn des Memorial Cup. In allen drei Spielzeiten in der OHA wurde er ins First Allstar-Team gewählt und absolvierte in der Saison 1960/61 seine ersten drei Spiele in der unterklassigen Profiliga American Hockey League bei den Buffalo Bisons, dem Farmteam der Blackhawks.
Seine erste komplette Saison als Profi absolvierte Crozier in der Spielzeit 1962/63 in der EPHL und wurde von den Chicago Blackhawks im Sommer 1963 zu den Detroit Red Wings transferiert. In seiner ersten Saison NHL-Saison war er der Back-up-Goalie hinter der Torhüterlegende Terry Sawchuk, hauptsächlich kam er aber in der AHL bei den Pittsburgh Hornets, dem Farmteam der Red Wings, zum Einsatz. Dort erhielt er nach der Saison die Auszeichnungen als bester Rookie der AHL und als Torhüter mit dem besten Gegentordurchschnitt.
1964/65 war für Crozier, nach dem Weggang von Sawchuk, der Weg frei zum Stammtorhüter. Er stand in allen 70 Spielen der regulären Saison in der Startformation, gewann 40 Partien und erreichte sechs Shutouts. Nach der Saison wurde er ins NHL First All-Star Team gewählt. Da es damals noch keine Auszeichnung für den besten Torhüter der NHL gab, ist die Wahl ins First Allstar-Team als solche zu verstehen. Hinzu kam die Calder Memorial Trophy als bester Rookie der NHL.
Er verpasste wegen einer Bauchspeicheldrüsenentzündung den Beginn der Saison 1965/66. Mit diesem und noch weiteren gesundheitlichen Problemen plagte er sich seine gesamte Karriere herum. Nach seiner Rückkehr führte er das Team mit großartigen Leistungen in den Playoffs bis ins Finale um den Stanley Cup. Dort verlor die Mannschaft gegen die Montréal Canadiens. Crozier hatte sich im dritten Spiel der Finalserie eine Knieverletzung zugezogen, doch er kehrte zum nächsten Spiel aufs Eis zurück, obwohl die Verletzung noch nicht ausgeheilt war. Nach sechs Spielen mussten sich die Red Wings geschlagen geben, doch Roger Crozier wurde mit der Conn Smythe Trophy als wertvollster Spieler der Playoffs ausgezeichnet. Er war damit der erste Spieler, der diese Trophäe erhielt, obwohl er nicht zur Mannschaft des Stanley-Cup-Siegers gehörte. Außerdem war er der erste Torhüter, dem diese Ehre zu kam.
Mit der Saison 1966/67 sollte für die Detroit Red Wings die schwierigste Phase ihres Bestehens anbrechen. In den 17 folgenden Jahren erreichten sie nur zweimal die Playoffs und erhielten den Spitznamen "Detroit Dead Wings". Der Beginn dieser Zeit wäre Crozier beinahe erspart geblieben, denn wegen anhaltender gesundheitlicher Probleme beendete er während der Saison 1966/67 bereits seine Karriere, kehrte aber nach einigen Wochen zurück ins Team.
Bis zum Sommer 1970 blieb er in Detroit und teilte sich in den Jahren mit Roy Edwards den Posten als Stammtorhüter, ehe er für Tom Webster zu den Buffalo Sabres transferiert wurde. Die Sabres standen damals vor ihrer ersten Saison in der NHL und das erste Jahr verlief ohne große positive Momente. Hinzu kam, dass Crozier erneut mit einer Bauchspeicheldrüsenentzündung zu kämpfen hatte und mehrere Spiele ausfiel. Er war es aber, der im ersten Spiel der Sabres im Tor stand und 35 von 36 Schüssen abwehrte und somit dem Team den ersten Sieg der Franchisegeschichte bescherte.
Nachdem ihm im Sommer 1971 die Gallenblase entfernt wurde, spielte er ohne große Probleme die Saison 1971/72. Allerdings konnte er in 63 Spielen nur 13 Siege feiern und mit Dave Dryden stand ein erfahrener Torhüter in Lauerstellung. Dryden kam in der folgenden Saison auch öfter zum Einsatz, aber Crozier blieb die Nummer eins und konnte mit dem Team den ersten Einzug in die Playoffs feiern. In der Saison 1973/74 wurde er erneut durch eine Bauchspeicheldrüsenentzündung zurückgeworfen und schließlich wurde er von Dryden als Stammtorhüter abgelöst.
1974/75 war Crozier der Back-up-Goalie des jungen Gary Bromley und spielte 23 Spiele, in denen er 17 Siege verbuchte. Das Team erreichte das Stanley-Cup-Finale, in denen Crozier zwei Spiele absolvieren durfte, doch man verlor schließlich gegen die Philadelphia Flyers.
Die Zeit in Buffalo war für Crozier aber mittlerweile fast abgelaufen. 1975/76 durfte er noch in elf Spielen aufs Eis, im Jahr darauf kam er gar nicht mehr zum Einsatz. Im März 1977 wurde er zu den Washington Capitals transferiert, wo er noch drei Spiele absolvierte, dann aber seine Karriere beendete.
Roger Crozier blieb in Washington und arbeitete im Management der Capitals. In der Saison 1981/82 wurde er nach der Entlassung von Max McNab zum Interims-General Manager der Capitals ernannt und übernahm für ein Spiel den Posten als Cheftrainer. Unter seiner Verantwortung wählten die Capitals im NHL Entry Draft 1982 den späteren Star-Verteidiger Scott Stevens aus.
Nachdem er sich vom Eishockeygeschäft 1983 zurückgezogen hatte, wurde er Vize-Präsident der MBNA Bank America und blieb es bis zu seinem Tod. In dieser Zeit beaufsichtigte er unter anderem die Renovierung des Hauptgeschäftssitz. An das Gebäude wurden drei neue Flügel angebaut, die die Namen "Red Wing", "Sabre Wing" und "Capital Wing" erhielten, in Anlehnung an die NHL-Teams von Crozier.
Am 11. Januar 1996 starb Roger Crozier im Alter von 53 Jahren an Prostatakrebs.
Im Jahr 2000 führte die NHL zu Ehren von Roger Crozier den Roger Crozier Saving Grace Award ein, der jährlich an den Torhüter mit der besten Fangquote verliehen wird.

## Sonstiges

### Expansion Draft 1970
Im Sommer 1970 wurde die NHL um einige Teams aufgestockt, weshalb ein Expansion Draft veranstaltet wurde um die Kader der neuen Teams mit Spielern zu füllen. Zu den neuen Teams gehörten unter anderem die Buffalo Sabres. Die Boston Bruins gehörten schon länger zur Liga und konnten Spieler sperren, die nicht im Expansion Draft ausgewählt werden konnten. Auf dieser Liste stand aber nicht Tom Webster. Boston's General Manager Milt Schmidt hatte bereits vor dem Draft mit Detroit's General Manager Sid Abel Gespräche geführt, dass Webster im Tausch für Roger Crozier nach Detroit wechseln sollte. Kurz vor dem Draft ging Schmidt zu Buffalo's General Manager Punch Imlach und schlug ihm vor Garnet Bailey mit seinem ersten Wahlrecht auszuwählen, in der Hoffnung, dass Webster im Draft übergangen würde. Schmidt glaubte, dass er mit Imlach eine feste Absprache gemacht hatte, doch er wusste nicht, dass Imlach von Sid Abel über das mögliche Transfergeschäft unterrichtet worden war. Imlach ging schließlich zum Podium und wählte, zum Missfallen von Schmidt, Tom Webster aus. Webster wurde wenig später zu den Detroit Red Wings transferiert und Roger Crozier ging nach Buffalo statt nach Boston.

### Gesundheitliche Probleme
Während Roger Crozier bereits Ende der sechziger Jahre anhaltenden Probleme der Bauchspeicheldrüse hatte und weitere Probleme mit der Gallenblase und Geschwüren hinzu kamen, konnte er in den Siebzigern meist nur unter Schmerzen spielen. Oft wusste Buffalos Trainer Joe Crozier bis kurz vor Spielbeginn nicht, welchen Torhüter er einsetzen sollte bzw. konnte. Er wartete beim Aufwärmen vor einem Spiel an der Bande, ob Roger Crozier ihm zunickte. Das war das Zeichen, dass er sich gut genug fühlte das Spiel zu bestreiten.

## Erfolge und Auszeichnungen
- Dudley „Red“ Garrett Memorial Award: 1964
- Harry „Hap“ Holmes Memorial Award: 1964
- AHL Second All-Star Team: 1964
- Calder Memorial Trophy: 1965
- NHL First All-Star Team: 1965
- Conn Smythe Trophy: 1966